# Dantian

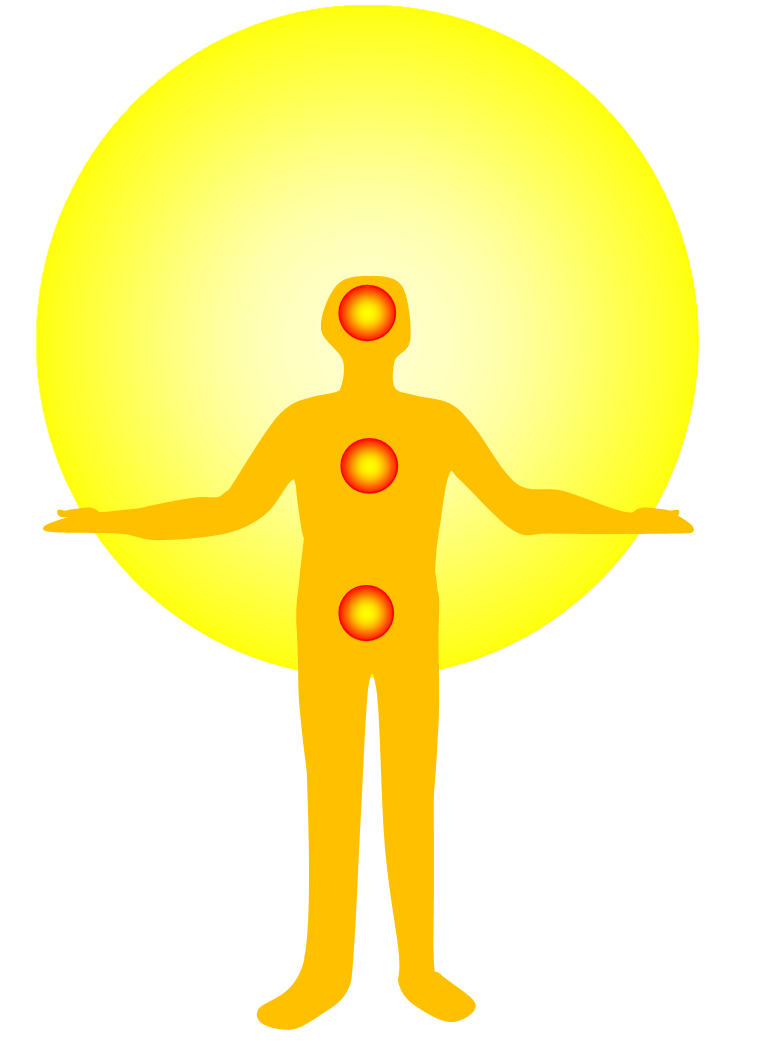
Localisation des dantians dans le corps humain.

Les dantians — (chinois : 丹田 ; pinyin : dāntián ; Wade : tan t'ien ; litt. « champs (rouge) vermillon » ou « champs de cinabre », également traduit par bas-ventre ou hypogastre, aussi appelé danjeon en coréen et  hara en japonais 丹田 (tanden) selon sa prononciation chinoise (on'yomi) —sont des centres énergétiques. Ils sont au nombre de trois : le dantian inférieur situé entre un pouce et demi à trois pouces sous le nombril, le dantian médian situé au niveau du plexus solaire et le dantian supérieur localisé dans la tête entre les deux sourcils.

## Dantianinférieur
Le dantian inférieur encore appelé  « océan de l’énergie », il est considéré comme le centre de la vie instinctive et intuitive, dont dépendent toutes nos fonctions physiologiques mais aussi psychologiques. Physiologiquement, il correspond au centre de gravité du corps humain. Il correspond au chakra de l'hindouisme nommé Svadhishthana.
Le dantian inférieur est important pour méditer et pratiquer en médecine traditionnelle chinoise, dans les exercices du qi gong, ainsi que dans les arts martiaux chinois, tels que le taiji quan, coréens, tel que le taekkyon, taekwondo ou japonais, tels que l'aikido ou le karatedo. En qi gong on le traduit parfois par « chaudron ». C'est le réservoir d'énergie vitale (qi).
Il est également utilisé dans le lamaïsme (ou bouddhisme tantrique), sous la roue portant le nom de « Goutte rouge », ou encore les sephiroth de la kabbale.